# Örök Hüség
Pour plus de détails, voir Fiche technique et Distribution.
Örök Hüség (Fidélité éternelle) est un film hongrois musical réalisé par Marcell Iványi.

## Synopsis
1920, Temesvár.
Lorsque le père de la famille Bor s'oppose au régime en place, lui et ses proches sont arrachés à leur foyer et déportés hors de la Transylvanie...

## Fiche technique
Sauf indication contraire, les informations mentionnées dans cette section peuvent être confirmées par la base de données cinématographiques IMDb,  présente dans la section « Liens externes ».
- Titre : Mágnás Miska
- Réalisation : Marcell Iványi
- Scénario : Ákos Németh d'après une histoire de Attila Dolhai
- Musique : Tibor Cári
- Paroles : Attila Dolhai
- Directeur de la photographie : Zsolt Tóth
- Montage : Attila Lõrincz
- Décorateur : Zsuzsa Einhorn
- Costumes : Krisztina Berzsenyi
- Maquillage : Agnes Petrovics, Krisztian Kovacs
- Chorégraphie : Szabolcs Gombai
- Production : Marcell Iványi, Csaba Pék
- Sociétés de production : Filmkontroll, KraatsFilm
- Budget : 416 500 €
- Pays d'origine :  Hongrie
- Langues : hongrois, roumain
- Genre : comédie musicale, film dramatique
- Format : Noir et blanc
- Durée : 73 minutes
- Date de diffusion : 
  -  Hongrie : 4 juin 2022 (Duna Television)

## Distribution
Sauf indication contraire, les informations mentionnées dans cette section peuvent être confirmées par la base de données cinématographiques IMDb,  présente dans la section « Liens externes ».
- Viktor Dénes : Bor Miklós
- Tamás Földes : Bor Ernö Apa
- Kata Janza : Bor Erzsébet Anya
- Németh Marcell : Bor Mihály
- Péter Sándor : Bor Imre
- Petra Gubik : Sárosi Ibolya
- Sándor György-Rózsa : le mari d'Ibolya
- Lajos Csuha : Öreg Varga
- Arpád Zsolt Mészáros : Kontrát László
- Attila Dolhai : le cheminot
- Benkõ Adrienn : femme I.
- Kádár Teréz : femme II.
- Benkõ Orsolya : femme III.
- Dávid Balázs : disciple I.
- Pál Péter : disciple II.
- Tarlós Ferenc : disciple III.
- Vanya Róbert : disciple IV.
- Boldizsár Tamás : disciple V.
- Pete Ádám Dávid : disciple VI.
- Bércesi András : disciple VII.
- Zábrádi Annamária : une parente I.
- Dolhai Anna : une parente II.
- Görög Patrik : un parent I.
- Zsolt Homonnay : un parent II.
- Anna Bujdosó : infirmière I.
- Hortobágyi Brigitta : infirmière II.
- Ádám Pesák : soldat I.
- Roland Imre : soldat II.
- Czeglédi Ákos : soldat III.
- Szabolcs Gombai : soldat IV.
- Dávid Németh : soldat V.
- Sík Milán : soldat VI.
- Miklós Attila : le gendarme à cheval roumain
- Szilveszter P. Szabó : l'officier d'interrogatoire roumain
- Haraszti Elvira : la femme de chambre de Juli
- Attila Kiss B. : l'oncle
- Gábor Melis : le grand-père
- Marika Oszvald : la grand-mère
- Lóránt Nagy : le hongrois à la gare

## Autour du film[1]
Le chanteur-compositeur Attila Dolhai esquisse Örök Hüség courant 2020, durant le confinement lié au COVID-19. Son inspiration principale est tirée d'événements réels : le parcours du protagoniste Miklós Bor se base sur les mémoires de Zoltán Dér, professeur de mathématiques et de physique. A travers la famille Bor, l'intrigue revient sur la fin de la Première Guerre mondiale, la dislocation de l'Empire austro-hongrois en 1918, la première occupation serbe puis roumaine de leur ville natale Temesvár (devenue Timisoara après son annexion définitive). Le scénario évoque le Traité de Trianon et ses répercussions d'un point de vue intime, tels qu'ils ont été raconté par Zoltán Dér dans sa biographie : à la suite du traité, 3,3 millions de Hongrois (soit plus de 30 % d'entre eux) passent sous domination étrangère.
Dolhai écrit les paroles et Tibor Cári compose la musique ; leur collaboration aboutira à un drame en treize chansons.
Le tournage du film se déroule en novembre 2021, pour une période de onze jours. La gare de Rákospalota-Újpest est l'un des lieux de tournage principal. Le plan final se tient à Somogy, sur les berges de la rivière Deseda.
Le long-métrage est coproduit avec le Budapesti Operettszínház et le casting réunit donc de nombreux artistes de la compagnie (Kata Janza, Petra Gubik, Tamás Földes, Viktor Dénes, Sándor Péter, Marika Oszvald, Lajos Csuha, Arpád Zsolt Mészáros, Szilveszter P. Szabó etc). Si Dolhai ne devait pas jouer dans le long-métrage, son personnage de cheminot est ajouté lors de l'écriture du scénario, sur une idée de Marcell Iványi et Ákos Németh.